# Rudolf von Sebottendorff
Rudolf von Sebottendorff alias Adam Alfred Rudolf Glauer o Erwin Torre (Hoyerswerda, 9 novembre 1875 – Istanbul, 8 maggio 1945) è stato un ingegnere, agente segreto ed esoterista tedesco con cittadinanza turca.
Fu una figura importante nelle attività della Società Thule, un'organizzazione occultista tedesca nata dopo la prima guerra mondiale che influenzò molti membri del partito nazista. Sebottendorff era massone e praticava la meditazione sufi, l'astrologia, la numerologia e l'alchimia.

## Biografia
Glauer nacque in Hoyerswerda (a nord-est di Dresda in Sassonia, Germania), figlio di un macchinista di locomotiva della Slesia. Sembra che avesse lavorato come tecnico in Egitto tra il 1897 e il 1900 ma, come lui stesso raccontava, trascorse lì meno di un mese nel 1900, dopo una breve carriera nella marina mercantile. Nel luglio dello stesso anno si recò in Turchia, dove si stabilì nel 1901 e lavorò come ingegnere in una grande tenuta.
Verso il 1905 ritornò a Dresda dove sposò Klara Voss, ma la coppia divorziò nel 1907. Un articolo del Münchener Post (14 marzo 1923) riportò che Glauer era stato condannato per truffa e contraffazione nel 1909 - Goodrick-Clarke (1985: 251) insiste che si tratta di un refuso di stampa e che l'anno sarebbe il 1908.
Nel 1911 Glauer diventò un cittadino dell'Impero ottomano e sembra che subito dopo sia stato adottato (sotto la legge turca) da un espatriato, il Barone Heinrich von Sebottendorff. L'adozione fu poi ripetuta in Germania: la sua validità legale è stata messa in discussione, ma essa fu sostenuta dalla famiglia Sebottendorff (Goodrick-Clarke 1985: 140-41) e su questa base Glauer affermava il suo diritto a portare il nome Sebottendorff e il titolo di Freiherr.
Dopo aver combattuto nell'esercito turco-ottomano durante la prima guerra balcanica, nel 1913 Sebottendorff tornò in Germania con un passaporto turco. Fu esentato dal prestare servizio militare durante la prima guerra mondiale per la sua cittadinanza ottomana e per una ferita ricevuta durante la prima guerra balcanica.

## Influenze occulte e mistiche
Inizialmente Glauer era interessato alla teosofia e alla massoneria. Nel 1901 fu introdotto da una famiglia di massoni greco-ebrei in una loggia massonica, che si pensa fosse affiliata al Rito di Menfi francese.
In Turchia cominciò a interessarsi alla numerologia, alla cabala e al sufismo (compresi gli esercizi mistici segreti ancora praticati dai sufi dell'ordine Bektashi). Forse si convertì all'Islam, ma le prove (i suoi scritti semi-autobiografici) su questo punto non sono decisive. Nel suo romanzo autobiografico Der Talisman des Rosenkreuzers (Il talismano dei Rosacroce), Sebottendorff fa una distinzione tra la massoneria influenzata dal sufismo turco e quella convenzionale.
Verso il 1912 Sebottendorff si convinse di aver scoperto ciò che lui chiamava "la chiave per la realizzazione spirituale", descritta da uno storico posteriore come "un insieme di esercizi di meditazione che poco somigliavano al sufismo o alla massoneria" (Sedgwick 2004: 66).

## Partecipazione alla Società Thule
Verso il 1916 Sebottendorff aveva un unico seguace. In quell'anno però entrò in contatto con la società segreta Germanenorden e quindi fu nominato Ordensmeister (capo del gruppo locale) per la divisione bavarese dello scismatico Germanenorden Walvater del Sacro Graal. Stabilitosi a Monaco, il 18 agosto 1918 egli fondò la Società Thule, che divenne sempre più politicizzata. Nello stesso anno Sebottendorff partecipò alle prime riunioni che porteranno alla nascita del Partito Tedesco dei Lavoratori (DAP), il partito a cui Adolf Hitler aderì nel 1919, trasformandolo poi in Partito Nazionalsocialista dei Lavoratori Tedeschi (NSDAP), o Partito Nazista.
Ma a quell'epoca Sebottendorff aveva lasciato la Società Thule e la Baviera, essendo stato accusato di negligenza per aver fatto conoscere i nomi di molti membri importanti della Società Thule alla effimera Repubblica Sovietica Bavarese, con la conseguente condanna a morte di sette membri dopo l'attacco al governo di Monaco nell'aprile del 1919 - un'accusa che Sebottendorff non respinse mai. Sebottendorff fuggì in Germania, poi in Svizzera e in Turchia.

## Ultimi anni
Dopo aver lasciato la Germania, Sebottendorff pubblicò Die Praxis der alten türkischen Freimauerei: Der Schlüssel zum Verständnis der Alchimie ("La pratica dell'antica massoneria turca: la chiave per comprendere l'alchimia") e poi, nel 1925, Der Talisman des Rosenkreuzers (Il talismano dei rosacroce), un romanzo semi-autobiografico che è la fonte principale per la prima parte della sua vita (vedi: "Rosacroce").
Tornò in Germania nel gennaio del 1933 e pubblicò Bevor Hitler kam: Urkundlich aus der Frühzeit der Nationalsozialistischen Bewegung (Prima che arrivasse Hitler: documenti dei primi giorni del Movimento Nazional-Socialista), che trattava della Società Thule e del Partito Nazista. Naturalmente il libro a Hitler non piacque, e fu messo al bando. Sebottendorff fu arrestato ma riuscì a scappare (presumibilmente grazie a qualche amico dei tempi di Monaco) e nel 1934 tornò in Turchia.
Sebottendorff fu un agente dei servizi segreti tedeschi a Istanbul nel periodo 1942-1945, ma pare che lavorasse contemporaneamente anche per l'esercito britannico. Herbert Rittlinger, che lo aveva reclutato, in seguito lo descrisse come un agente "inutile" (eine Null), ma lo mantenne in servizio per una sorta di affetto che aveva per "questo strano uomo squattrinato, che non conosceva la sua storia, fingeva entusiasmo per la causa nazista e ammirazione per le SS ma che in realtà sembrava poco interessato all'uno e alle altre, preferendo parlare dei tibetani" (Sedgwick 2004: 97).
Si pensa che Sebottendorff si sia suicidato l'8 maggio 1945, gettandosi nel Bosforo.

### Opere
- 1924. Die Praxis der alten türkischen Freimauerei: Der Schlüssel zum Verständnis der Alchimie. Ristampa 1954, Freiburg im Breisgau: Hermann Bauer.
- 1925. Der Talisman des Rosenkreuzers. Pfullinger in Württemberg: Johannes Baum Verlag.
- 1933. Bevor Hitler kam: Urkundlich aus der Frühzeit der Nationalsozialistischen Bewegung. Munich: Deukula-Grassinger.

### Riferimenti
- Giorgio Galli, Hitler e il nazismo magico. Le componenti esoteriche del Reich millenario, Milano, Rizzoli, 1994  [1989], ISBN 88-17-11602-5.
- Nicholas Goodrick-Clarke. 1985. The Occult Roots of Nazism: The Ariosophists of Austria and Germany 1890-1935. Wellingborough, England: The Aquarian Press. ISBN 0-85030-402-4. Reprinted 1994 as The Occult Roots of Nazism: Secret Aryan Cults and Their Influence on Nazi Ideology, New York: New York University Press. ISBN 0-8147-3060-4
- Michael Howard. 1989. The Occult Conspiracy: secret societies, their influence and power in world history. Destiny Books. ISBN 0-89281-251-6
- Mark Sedgwick. 2004. Against the Modern World: Traditionalism and the Secret Intellectual History of the Twentieth Century. New York: Oxford University Press. ISBN 0-19-515297-2
- Pierluigi Tombetti, I grandi misteri del nazismo. La Lotta con l'Ombra, Milano, Sugarco edizioni, 2005,  pp. 86-89, ISBN 88-7198-495-1.

### Per approfondire
- Lucy M.J. Garnett. 1912. The Derwishes of Turkey. Republished 1990, London: The Octagon Press. ISBN 0-863040-52-7
- Albrecht Götz von Olenhusen. "Zeittafel zur Biographie Rudolf von Sebottendorffs".
- Albrecht Götz von Olenhusen. " Nazionalsozialismus und Okkultismus: Der Grenzgänger Rudolf von Sebottendorf (1875-1956-57?)", in: Octagon, Hans Thomas Hakl ed., Gaggenau, 2015, Vol. 1, pp. 425–442. ISBN 978-3-935165-07-8.